# Vanessa Bell Calloway
Vanessa Bell Calloway (Cleveland, 20 marzo 1957) è un'attrice statunitense.

## Filmografia

### Cinema
- Bersaglio n. 1 (Number One with a Bullet), regia di Jack Smight (1987)
- Il principe cerca moglie (Coming to America), regia di John Landis (1988)
- Tina - What's Love Got to Do with It (What's Love Got to Do with It), regia di Brian Gibson (1993)
- Allarme rosso (Crimson Tide), regia di Tony Scott (1995)
- Daylight - Trappola nel tunnel (Daylight), regia di Rob Cohen (1996)
- Biker Boyz, regia di Reggie Bythewood (2003)
- Fidanzata in prestito (Love Don't Cost a Thing), regia di Troy Byer (2003)
- Una scatenata dozzina (Cheaper by the Dozen), regia di Shawn Levy (2003)
- La terrazza sul lago (Lakeview Terrace), regia di Neil LaBute (2008)
- Ti amo Presidente (Southside with You), regia di Richard Tanne (2016)
- Dragged Across Concrete - Poliziotti al limite (Dragged Across Concrete), regia di S. Craig Zahler (2018)
- Unbroken - La via della redenzione (Unbroken: Path to Redemption), regia di Harold Cronk (2018)
- American Skin, regia di Nate Parker (2019)
- Harriet, regia di Kasi Lemmons (2019)
- Il principe cerca figlio (Coming 2 America), regia di Craig Brewer (2021)
- One of Them Days, regia di Lawrence Lamont (2025)

### Televisione
- La valle dei pini (All My Children) – soap opera, 4 episodi (1985)
- Il tempo della nostra vita (Days of Our Lives) – soap opera, 18 episodi (1985-1988)
- I Colby (The Colbys) – serie TV, episodio 1x14 (1986)
- Simon & Simon – serie TV, episodio 5x22 (1986)
- Falcon Crest – serie TV, episodio 6x07 (1986)
- 227 – serie TV, episodio 3x09 (1987)
- Webster – serie TV, episodio 6x18 (1989)
- L'ispettore Tibbs (In the Head of the Night) – serie TV, episodio 2x18 (1989)
- Scuola di football (1st & Ten) – serie TV, episodi 4x10-4x11 (1989)
- E giustizia per tutti (Equal Justice) – serie TV, 4 episodi (1990)
- China Beach – serie TV, episodio 4x07 (1990)
- Tutti al college (A Different World) – serie TV, episodi 3x18 e 4x18 (1990-1991)
- L.A. Law - Avvocati a Los Angeles (L.A. Law) – serie TV, episodio 5x09 (1991)
- Le inchieste di Padre Dowling (Father Dowling Mysteries) – serie TV, episodio 3x18 (1991)
- Doctor Doctor – serie TV, episodio 3x16 (1991)
- Dream On – serie TV, episodi 3x13-3x18 (1992)
- The Sinbad Show – serie TV, episodio 1x03 (1993)
- Il tocco di un angelo (Touched by an Angel) – serie TV, episodio 2x04 (1995)
- Prey – serie TV, episodi 1x05-1x06 (1998)
- Moesha – serie TV, episodio 4x04 (1998)
- Boston Public – serie TV, 3 episodi (2001)
- Un detective in corsia (Diagnosis: Murder) – serie TV, episodio 8x19 (2001)
- The Division – serie TV, episodio 1x17 (2001)
- One on One – serie TV, episodio 1x18 (2002)
- Strepitose Parkers (The Parkers) – serie TV, episodio 4x06 (2002)
- The District – serie TV, 5 episodi (2003-2004)
- Squadra Med - Il coraggio delle donne (Strong Medicine) – serie TV, episodio 5x19 (2004)
- CSI: Miami – serie TV, episodio 3x08 (2004)
- Joan of Arcadia – serie TV, episodio 2x17 (2005)
- The Closer – serie TV, episodio 2x03 (2006)
- CSI - Scena del crimine (CSI: Crime Scene Investigation) – serie TV, episodio 9x14 (2009)
- Cold Case - Delitti irrisolti (Cold Case) – serie TV, episodio 7x04 (2009)
- Dexter – serie TV, episodio 5x03 (2010)
- Hawthorne - Angeli in corsia (Hawthorne) – serie TV, 12 episodi (2010-2011)
- Detroit 1-8-7 – serie TV, episodio 1x16 (2011)
- Harry's Law – serie TV, episodi 2x04, 2x08 (2011)
- Shameless – serie TV, 23 episodi (2011-2021)
- Ringer – serie TV, episodio 1x22 (2012)
- Rizzoli & Isles – serie TV, 3 episodi (2012-2013)
- Castle – serie TV, episodio 6x05 (2013)
- NCIS - Unità anticrimine (NCIS) – serie TV, episodio 11x18 (2014)
- Reckless – serie TV, episodio 1x02 (2014)
- Murder in the First – serie TV, episodi 2x06 e 2x08 (2015)
- Hand of God – serie TV, episodi 1x04, 1x10 (2015)
- Grey's Anatomy – serie TV, episodio 12x19 (2016)
- Rel – serie TV, episodio 1x11 (2019)
- Unbelievable – miniserie TV, episodio 3 (2019)
- The Conners – serie TV, episodio 2x09 (2019)
- Black Monday – serie TV, 3 episodi (2019-2020)
- This Is Us – serie TV, 8 episodi (2022)
- Queen Sugar – serie TV, episodio 7x11 (2022)
- Grand Crew – serie TV, episodio 2x08 (2023)

### Video musicali
- What's Love Got to Do with It di Tina Turner

## Doppiatrici italiane
Nelle versioni in italiano dei suoi lavori, Vanessa Bell Calloway è stata doppiata da:
- Cinzia De Carolis in Castle, Hand of God, Harriet
- Antonella Rinaldi in Il principe cerca moglie
- Anna Rita Pasanisi in Daylight - Trappola nel tunnel
- Fabrizia Castagnoli in The District
- Laura Boccanera in The Closer
- Tenerezza Fattore in CSI - Scena del crimine
- Laura Romano in Cold Case - Delitti irrisolti
- Emilia Costa in NCIS - Unità anticrimine
- Antonella Alessandro in Grey's Anatomy
- Alessandra Cassioli in Unbroken - La via della redenzione